# Église Saint-Léobon de Chalais
Pour les articles homonymes, voir Église Saint-Léobon et Saint Léobon.
L'église Saint-Léobon de Chalais est une église catholique française. Elle est située sur le territoire de la commune de Chalais, dans le département de l'Indre, en région Centre-Val de Loire.

## Situation
L'église se trouve dans la commune de Chalais, au sud-ouest du département de l'Indre, en région Centre-Val de Loire. Elle est située dans la région naturelle de la Brenne. L'église dépend de l'archidiocèse de Bourges, du doyenné du Val de Creuse et de la paroisse du Blanc.

## Histoire
L'église fut construite entre le XIIe siècle et le XVe siècle. C'est un édifice de la fin de l'époque romane, composé d'une nef unique et d'un chœur à chevet plat, voûtés en berceau brisé.
La grande chapelle seigneuriale ouvrant sur le chœur a sans doute été bâtie à la fin du XVe siècle ou au début du XVIe siècle, puis reconstruite en 1874 avec des dimensions moindres.
L'édifice est inscrit au titre des monuments historiques, le 20 décembre 2007.

## Description
À l'intérieur, des peintures murales de différentes époques ont été mises au jour. La majeure partie des fragments conservés appartient à un ensemble armorié qui garnissait toutes les parois du chœur. Sur la voûte, un ensemble héraldique, sans doute du XIVe siècle, devait illustrer le nom, la parenté et les alliances d'une famille détentrice d'une seigneurie proche. Dans la nef, des décors géométriques romans en frise ornent la bande faîtière. Des badigeons à décor de faux appareil de pierre ont recouvert les murs qui présentaient aussi des scènes historiées. Une Vierge trônant et peut-être une Adoration des Mages (XIVe siècle) ont été partiellement dégagées sur le mur sud. Plusieurs décors, dont un serpent et un dragon, apparaissent sur le mur d'entrée du chœur.